# (9928) 1981 WE9

Órbita do (9928) 1981 WE9 (em azul), planetas (em vermelho) e do Sol (preto). O ultraperiférico planeta Júpiter é visível.

O (9928) 1981 WE9 é um asteroide do cinturão de asteroides. Ele dá uma volta ao Sol a cada 3,30 anos.
Descoberto em 16 de novembro de 1981, no Observatório Perth, recebeu a designação provisória de "1981 WE9".